# Parigi-Camembert 2010
La Parigi-Camembert 2010, settantunesima edizione della corsa e valida come evento del circuito UCI Europe Tour 2010 categoria 1.1, fu disputata il 13 aprile 2010, per un percorso totale di 206,5 km. Fu vinta dal francese Sébastien Minard, al traguardo con il tempo di 4h38'18" alla media di 44,52 km/h.
Partenza con 95 ciclisti di cui 71 portarono a termine il percorso.

## Ordine d'arrivo (Top 10)
| Pos. | Corridore          | Squadra        | Tempo    |
| ---- | ------------------ | -------------- | -------- |
| 1    | Sébastien Minard   | Cofidis        | 4h38'18" |
| 2    | Maxime Mederel     | BigMat         | s.t.     |
| 3    | Laurent Mangel     | Saur-Sojasun   | a 24"    |
| 4    | Anthony Roux       | FDJ            | s.t.     |
| 5    | Leonardo Duque     | Cofidis        | a 34"    |
| 6    | José Joaquín Rojas | C. d'Epargne   | s.t.     |
| 7    | Lilian Jégou       | Bretagne       | s.t.     |
| 8    | Freddy Bichot      | Bouygues Tele. | s.t.     |
| 9    | Sep Vanmarcke      | Topsport Vl.   | s.t.     |
| 10   | Jean-Marc Bideau   | Bretagne       | s.t.     |